# Seegräben
Seegräben (toponimo tedesco) è un comune svizzero di 1 443 abitanti del Canton Zurigo, nel distretto di Hinwil.

## Geografia fisica
Seegräben si affaccia sul lago di Pfäffikon.

## Storia
Nel 1874 le località di Ottenhausen e Wagenburg, fino ad allora frazioni di Pfäffikon, furono assegnate al comune di Seegräben.

## Monumenti e luoghi d'interesse

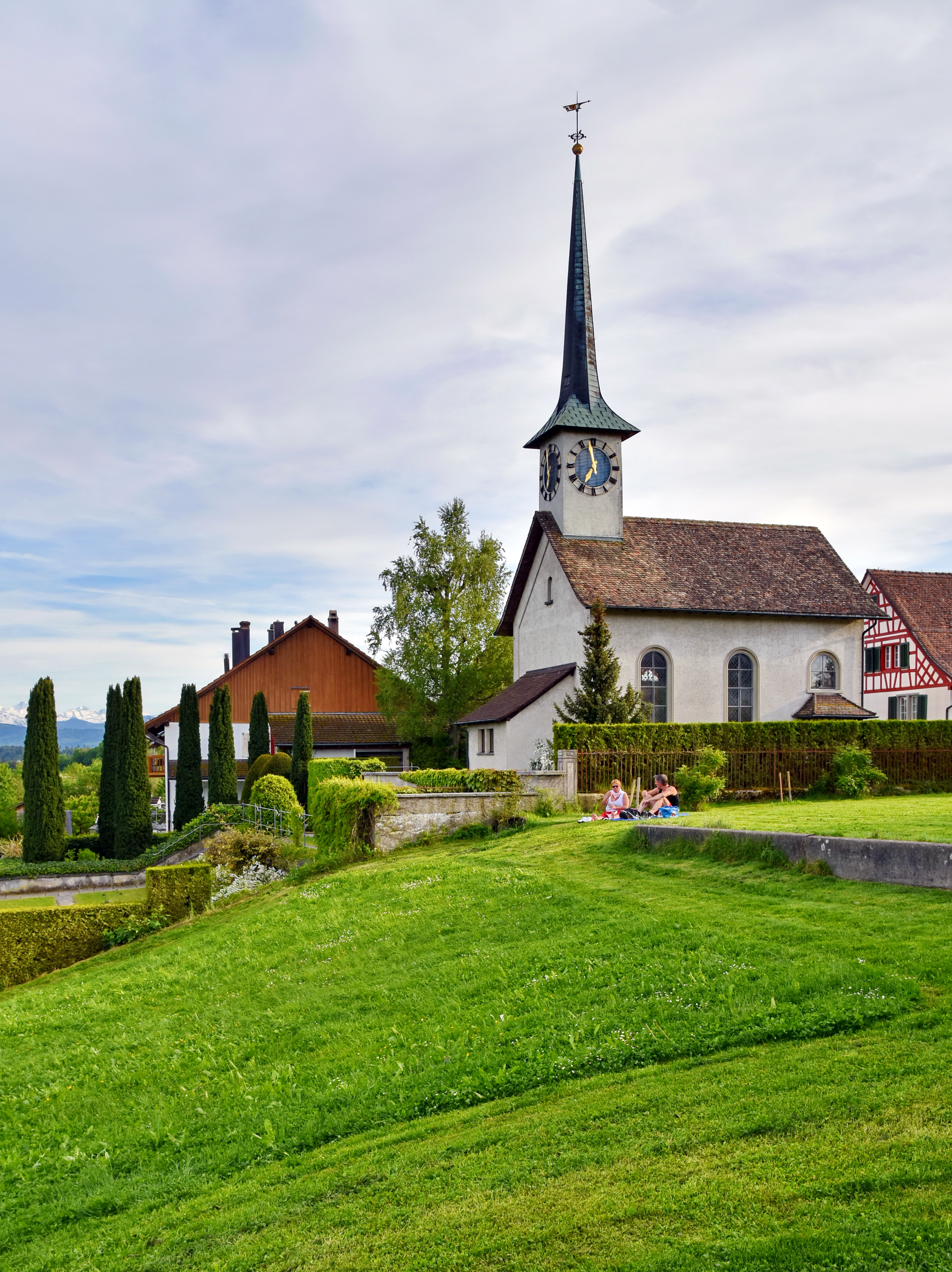
La chiesa di riformata

- Chiesa riformata, attestata dal 1219 e ricostruita nel 1885[2].

## Società

### Evoluzione demografica
L'evoluzione demografica è riportata nella seguente tabella:
Abitanti censiti

## Infrastrutture e trasporti

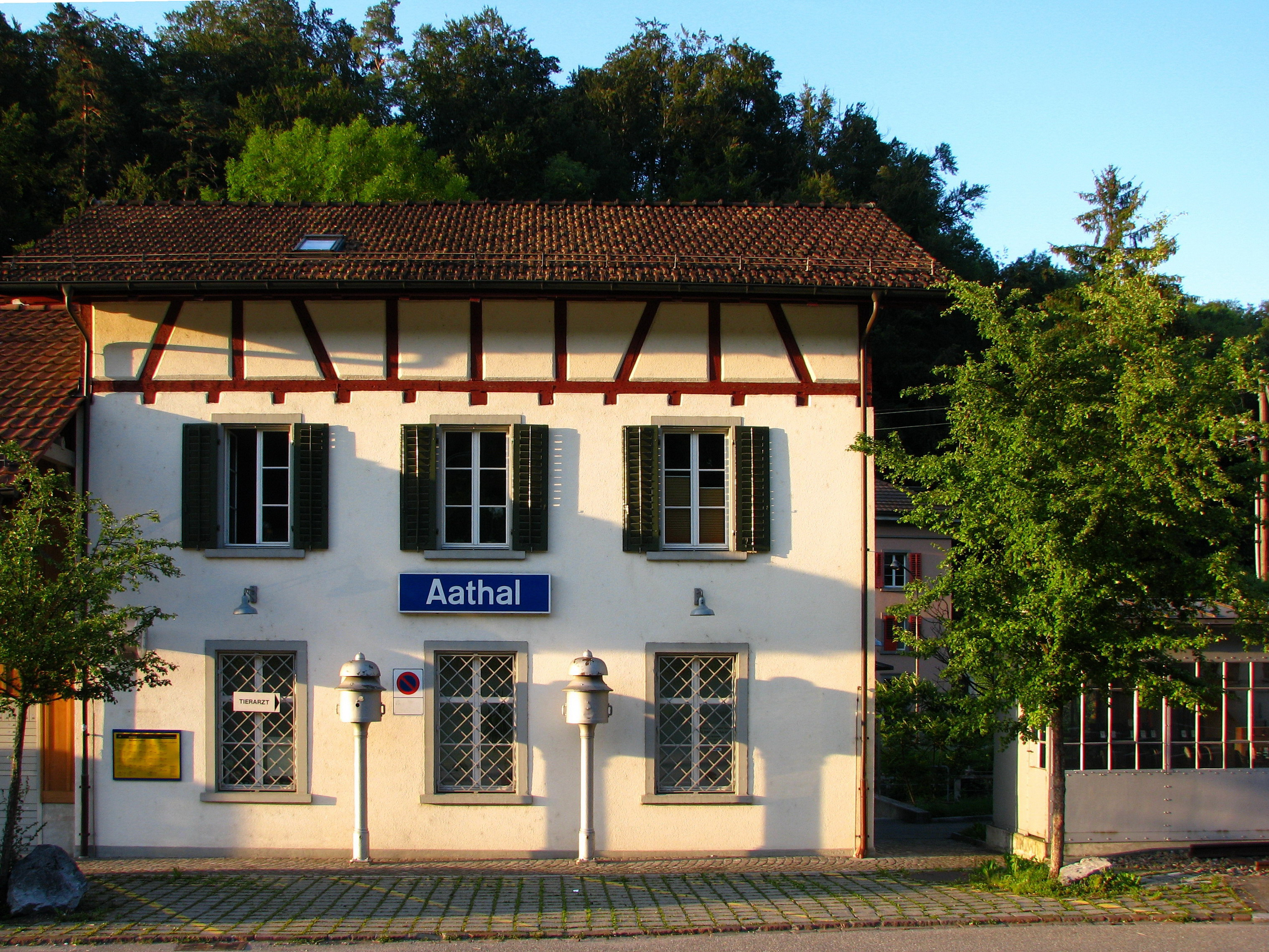
La stazione di Aathal

Seegräben è servito dalla stazione di Aathal sulla ferrovia Wallisellen-Rapperswil (linea S14 della rete celere di Zurigo).

## Amministrazione
Ogni famiglia originaria del luogo fa parte del cosiddetto comune patriziale e ha la responsabilità della manutenzione di ogni bene ricadente all'interno dei confini del comune.